# Mètode de composició de Mozart

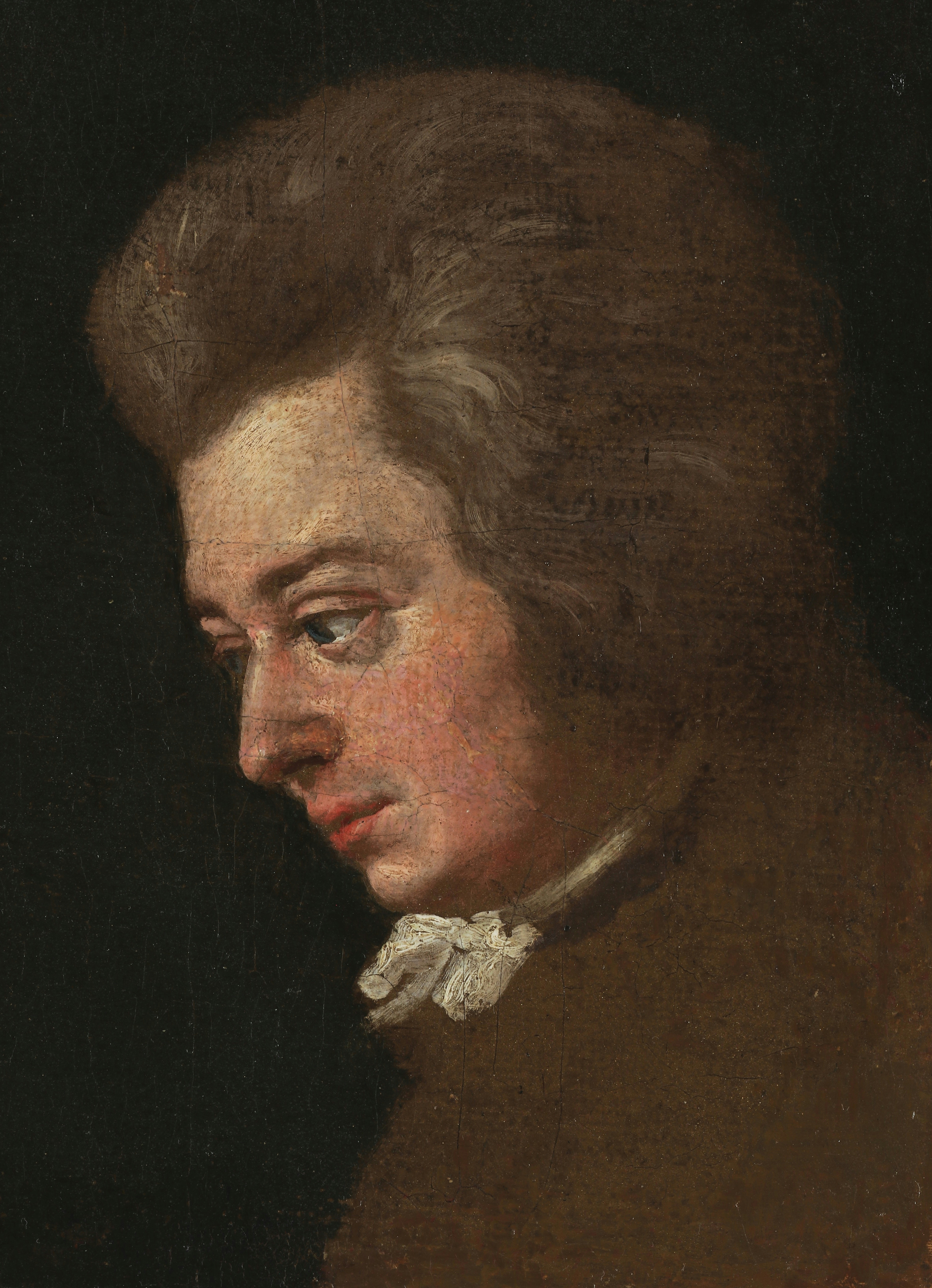
Retrat inacabat de Mozart, obra del seu cunyat Joseph Lange.

Determinar quin era el mètode de composició de Wolfgang Amadeus Mozart ha estat una qüestió molt estudiada. La visió vuitcentista d'aquest tema es basava sovint en una concepció romàntica i idealitzada del procés de composició. Els estudis més recents han tractat d'abordar la qüestió a través de l'examen sistemàtic de les cartes i documents que han sobreviscut, i s'ha arribat a diverses conclusions: sovint anotava esbossos com a primer pas, feia ús del piano, es recolzava en la seva capacitat d'improvisar i gran memòria musical. Una lletra de Mozart al pare, Leopold, del 31 de juliol de 1778, mostra que ell considerava la composició com un procés actiu, un producte del seu intel·lecte i portat a terme sota el control conscient:
 Tu saps que em submergeixo en la música, per dir allò que penso sobre això i que penso tot el dia i m'agrada l'experimentar-estudiar-reflexionar..

## Esbossos
Mozart anotava sovint esbossos de les seves composicions, amb una extensió que oscil·lava entre breus fragments i extensos esborranys d'aquestes. Encara que molts d'aquests esbossos no han sobreviscut per haver estat destruïts per l'esposa de Mozart, han sobreviscut al voltant de tres-cents vint, la qual cosa suposa un deu per cent de l'obra del compositor.
Ulrich Konrad, expert en els esbossos, descriu l'efectiu sistema d'esquematització que usava Mozart, basant-se en l'anàlisi dels documents conservats. Els esbossos més «primitius» estan escrits amb una cal·ligrafia despreocupada, mostrant breus fragments de música; els esbossos més desenvolupats cobreixen les principals línies musicals (la melodia i, sovint, el baix), deixant altres línies en blanc, per a ser emplenades posteriorment. Mozart considerava que estava completa una partitura en forma d'esborrany, de manera que l'apuntava en el seu catàleg personal, que anomenava Verzeichnüss aller meiner Werke ("Catàleg de totes les meves obres"). No obstant, l'esborrany no incloïa totes les notes: faltava per completar les veus internes, omplir l'harmonia; aquests elements s'afegien quan calia crear la partitura completa, que apareixia en una cal·ligrafia molt llegible.
Aquest procediment concorda amb el que Mozart explica per carta al seu pare, el 30 de desembre de 1780, en la que li parla de la seva òpera Idomeneo, i allà fa una distinció entre «compost» i «escrit»: «He d'acabar [d'escriure aquesta carta] ara, perquè he d'anar a gran velocitat; tot està compost, però encara no està escrit». Per Konrad, Mozart hauria completat l'esborrany de la partitura de l'obra, però encara necessitava produir la versió final completa.
Dels esbossos que han sobreviscut, cap correspon a obres per a teclat sol. Konrad suggereix que la «improvisació [faceta en la qual Mozart tenia grans aptituds com es comenta més avall] o la prova real de possibilitats particularment exigents i imaginatives podia compensar en aquest cas la falta d'esbossos».

## Ús del piano

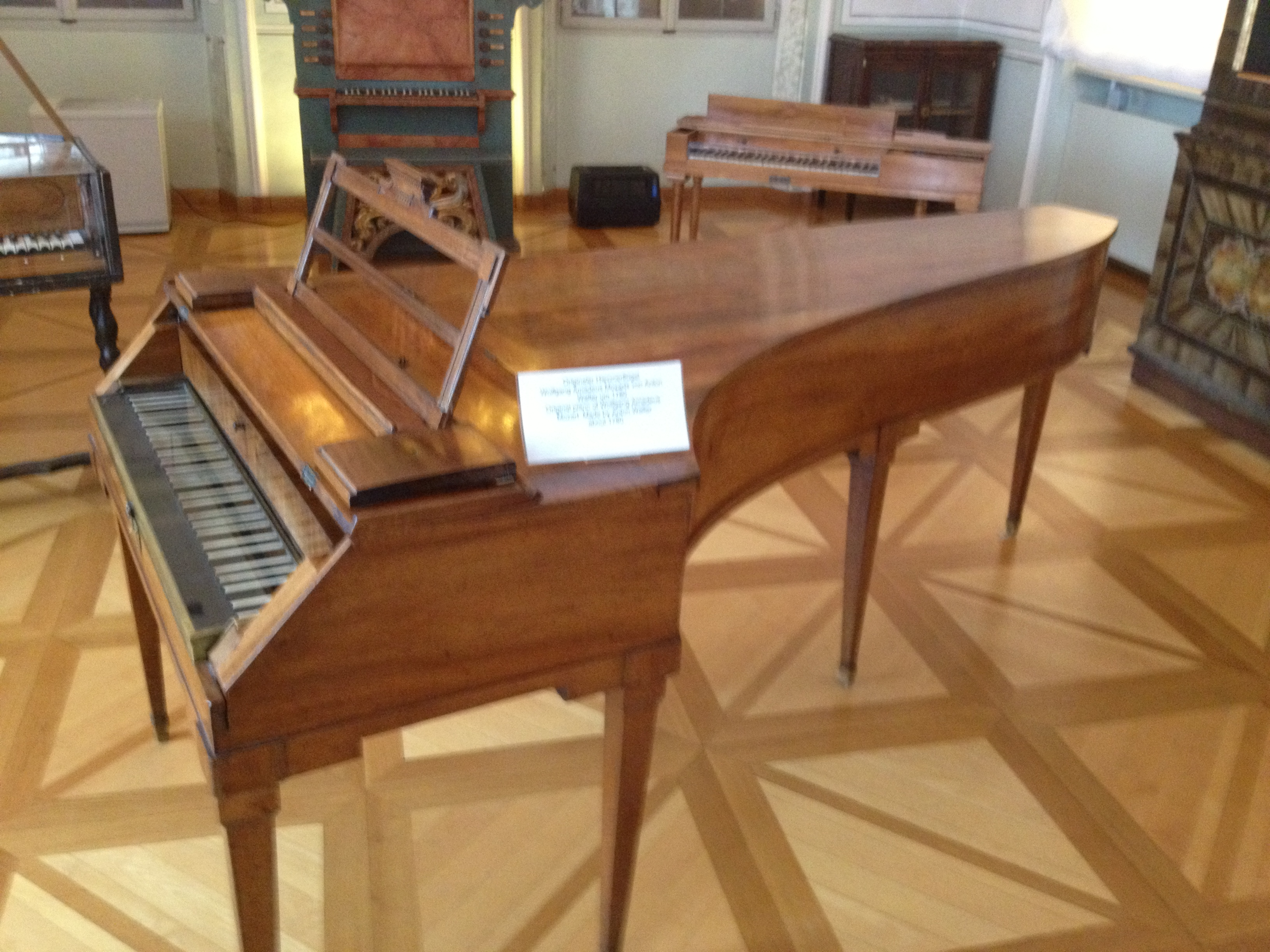
Piano de Mozart

No hi ha dubte que Mozart necessitava un piano per elaborar les seves idees musicals; això es pot deduir de les seves cartes i de material biogràfic addicional. Per exemple, l'1 d'agost de 1781, Mozart va escriure al seu pare parlant-li de les seves preparatius per instal·lar a Viena, ciutat a la qual s'havia traslladat recentment: 
«L'habitació a la qual em vaig a traslladar està preparada; sortiré ara per llogar un piano, perquè no puc viure allà fins que no m'ho hagin lliurat [el piano], especialment quan he d'escriure ara mateix, i no hi ha temps per perdre». Konrad cita una carta similar escrita des de París, on s'observa que Mozart no va compondre mentre era a l'allotjament, però que visitava altres cases per utilitzar el piano que poguessin tenir. Un evidència similar es troba en les biografies basades en les memòries de Constanze Mozart.

## Obres incompletes
Al voltant de cent cinquanta de les obres de Mozart que han arribat a nosaltres estan incompletes, aproximadament una quarta part del total. Gràcies a l'anàlisi de les marques d'aigua i de la tinta, se sap que algunes de les obres completes semblen ser finalitzacions de fragments que es van deixar incomplets durant molt de temps. Aquest és el cas dels concerts per a piano núm. 14 (K. 449), núm. 23 (K. 488), núm. 25 (K. 503) i núm. 27 (K. 595), així com del Concert per a clarinet (K. 622).
Actualment, es coneix el perquè tantes obres quedessin incompletes. En algunes, el registre històric mostra que Mozart va pensar que era una oportunitat per a la interpretació improvisada en el transcurs de l'execució. Braunbehrens (1990) fa la següent observació: «Moltes peces […] foren escrites per encàrrec o per a una interpretació específica, si no per al propi ús del compositor. Mozart sovint ressaltava que ell mai consideraria d'escriure alguna cosa per a la que no hi hagués perspectives d'una possible interpretació en públic. En efecte, tan sols unes poques de les seves obres no foren escrites per alguna ocasió particular o, almenys, per fer-ne ús en els seus concerts».

## La improvisació
No hi ha dubte que Mozart tenia una habilitat prodigiosa per "compondre sobre la marxa", és a dir, per improvisar. Pel que sembla, posseïa aquesta habilitat ja de petit, tal com va assenyalar el prior benedictí Placidus Scharl:
Fins i tot als sis anys era capaç de tocar les peces més difícils per a pianoforte, de la seva pròpia invenció. Fregava l'octava, [[[Interval musical|interval]]] que els seus petits dits no podien assolir, a una velocitat fascinant i amb una precisió meravellosa. Un només havia de donar-li el primer subjecte perquè vingués a la seva ment una fuga o una invenció: ell ho desenvolupava amb estranyes variacions i passatges constantment canviants tan llargs com volia; podia improvisar contrapuntísticament un passatge durant hores, i aquesta forma lliure de tocar era seva major passió.
En el transcurs del viatge que va realitzar a Itàlia, en la seva adolescència, Mozart va donar un concert a Venècia el 5 de març de 1771. Segons un testimoni, «un músic experimentat li donà un subjecte de fuga, que desenvolupà durant més d'una hora amb tal ciència, destresa, harmonia i apropiada atenció al ritme, que fins i tot els més grans entesos van quedar astorats».
D'adult, Mozart va continuar improvisant en públic. Per exemple, el gran concert que va donar a Praga el 1787, en el qual va estrenar la Simfonia núm. 38, coneguda com la Simfonia «Praga», va concloure amb una improvisació de mitja hora per part del compositor.
Es poden considerar dos tipus d'ús de la improvisació per part de Mozart:
1. Com a suport a la lectura
2. Com a recurs per estalviar temps

- Ús de la improvisació com a suport a la lectura. Hi ha proves que Mozart va fer servire, en una ocasió, la seva habilitat improvisadora per recolzar les seves execucions a primera vista. Així, el compositor André Grétry afirma:

Un cop a Ginebra vaig conèixer un nen que podia tocar qualsevol cosa a primera vista. El seu pare em va dir després de la trobada: Així que no ha de quedar dubte sobre el talent del meu fill, escriu-li alguna cosa, per demà, un moviment de sonata molt difícil. Li vaig escriure un Allegro en mi bemoll [més]; difícil, però sense pretensions, ell el va tocar i tots, excepte jo mateix, van creure que era un miracle. El nen no es va aturar, però seguint les modulacions, havia modificat diversos passatges respecte al que jo havia escrit...
Pel que sembla, la trobada entre Grétry i el jove Mozart va tenir lloc el 1766.
- Ús de la improvisació com a recurs per estalviar temps. Braunbehrens suggereix que en almenys una ocasió, Mozart va arribar a tocar una de les seves obres en públic improvisant la part de piano. Això és el que va passar amb el Concert per a piano núm. 26 (K. 537), estrenat el 24 de febrer de 1788. En aquesta obra, el segon moviment s'inicia amb un passatge solista per al piano, la partitura autògrafa de la música mostra les notes:

Braunbehrens i altres especialistes afirmen que és possible que Mozart no iniciés el moviment amb una línia melòdica sense ornaments, i que fos improvisant un acompanyament a la mà esquerra. Al llarg del concert apareixen passatges similars. L'obra fou publicada únicament el 1794, tres anys després de la mort de Mozart, i l'editor Johann André va trobar algun altre compositor (la identitat és desconeguda) per omplir els passatges incomplets; des de llavors, l'obra se sol interpretar segons aquesta versió.

## La memòria de Mozart
Pel que sembla, Mozart posseïa una excel·lent memòria musical, encara que probablement no el tipus d'habilitat gairebé miraculosa que s'ha mitificat; això es dedueix de l'ús del piano i d'esbossos per compondre, esmentats més amunt. No obstant, diverses anècdotes testimonien la capacitat memorística de Mozart.
Dues de les seves sonates per a violí van acompanyades d'anècdotes interessants. En l'estrena, Mozart va interpretar la part de piano de memòria, mentre que el violinista llegia de la partitura. Això és un fet real pel que fa a la Sonata per a violí núm. 27 (K. 379/373a) sobre la qual Mozart va comentar en una carta a Leopold (8 d'abril de 1781) que la nit anterior a la interpretació havia desenvolupat la part de violí en una hora, «però per tal de ser capaç d'acabar, només vaig escriure l'acompanyament per a Brunetti i vaig retenir la meva pròpia part al cap». Una història similar ha arribat als nostres dies sobre la Sonata per a violí núm. 32 (K. 454) interpretada davant l'emperador Josep II d'Habsburg al Kärntnertortheater el 29 d'abril de 1784. Un podria qüestionar-se si, en efecte, en aquestes ocasions Mozart va retenir en la seva ment a la part per a piano completa, nota per nota, el més probable és que fes ús de les seves habilitats per omplir buits mitjançant la improvisació.

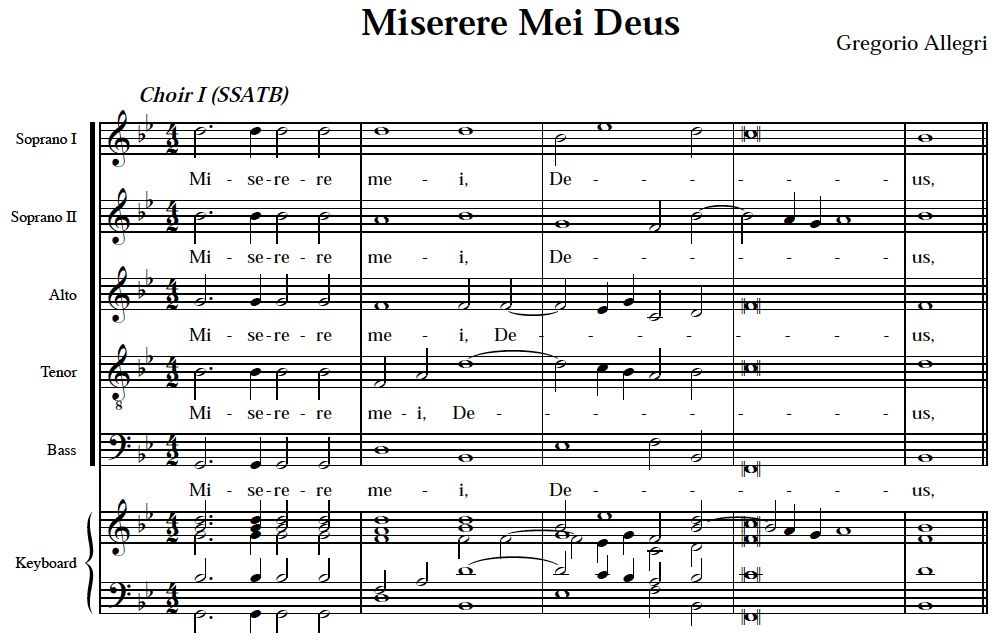
Fragment del famós Miserere de Gregorio Allegri que Mozart memoritzà.

Un altre exemple de la gran memòria de Mozart és el cèlebre episodi –quan tenia catorze anys–, de la memorització d'oïda i posterior transcripció del Miserere de Gregorio Allegri, a la Capella Sixtina. Aquí, diversos factors suggereixen novament les grans facultats de Mozart, encara que sense arribar a ser "miraculoses"; l'obra en qüestió és bastant repetitiva i, a més, Mozart la va poder tornar a escoltar dos dies més tard, corregint els errors comesos en la transcripció. Solomon suggereix que Mozart va poder haver vist una altra còpia amb antelació.

## Què en pensaven al segle XIX?
Konrad descriu el punt de vista que, sobre l'erudició de Mozart, va prevaler al segle xix. En particular, «fer música fou […] mitificat com a acte creatiu». En aquesta època es referien al procés compositiu de Mozart com una forma de «composició impulsiva i improvisadora […] gairebé com un acte vegetatiu de creació». Konrad sosté que al segle xix també es va idealitzar la memòria musical de Mozart.

### La carta de Rochlitz
Una font important per a les concepcions primerenques sobre el mètode de composició de Mozart fou l'obra de Friedrich Rochlitz, editor de principis del segle xix, que va propagar una sèrie d'anècdotes sobre Mozart que es van considerar autèntiques durant molt de temps, però que han estat posades en dubte per investigacions recents. Entre altres coses, Rochlitz publicà una carta, indicant que era de Mozart però que avui es considera falsa, en la qual es parla sobre el seu mètode de composició.
Aquesta carta serví d'evidència en dos punts considerats dubtosos pels especialistes moderns. Un és la idea que Mozart componia en una mena de procés mental passiu, de manera que les idees simplement venien a ell:
Quan sóc […] completament jo mateix, [estic] enterament sol i de bon humor, ja sigui viatjant en un carruatge, o passejant després d'un bon esmorzar, o durant la nit quan no puc dormir, és en aquestes ocasions quan les meves idees flueixen millor i de forma més abundant. No sé d'on ni quan venen, ni puc forçar. Aquelles idees que m'agraden, les retinc a […] la memòria, i estic acostumat, tal com t'he dit, a canturrearlas per mi mateix. Si continuo així, aviat em passarà que trauré profit d'aquest o aquest mos, de manera que podré formar un bon plat amb això, com es diu, d'acord amb les regles del contrapunt, amb les peculiaritats dels diferents instruments, etc.
La carta falsificada de Rochlitz fou utilitzada també en les investigacions primerenques sobre Mozart per donar veracitat a la història, aparentment falsa, que Mozart podia compondre comptant únicament amb la seva memòria, sense fer ús del piano ni de cap esbós:
Tot això encén la meva ment i, ja que no estic desconcentrat, el meu subjecte s'allarga a si mateix, es sistematitza i defineix, i sencer, encara que sigui llarg, roman gairebé acabat i complet al meu cap, de manera que puc contemplar, com [si fos] una excel·lent pintura o una bella estàtua, d'una ullada. Ni faig ni sento en la meva imaginació les parts successivament, sinó que les sento […] totes a la primera […] Quan procedeixo escriure les meves idees, les trec de la bossa de la meva memòria, […] en el que han estat prèviament reunides, de la manera que ja he esmentat. Per aquest motiu, la posada per escrit es fa prou ràpid com perquè tot estigui, com he dit abans, ja acabat, i rares vegades difereix el que hi ha al paper del que havia en la meva imaginació.
Encara que ha estat influent en les concepcions històriques sobre Mozart, la carta no es considera en l'actualitat una descripció precisa del mètode de composició del compositor austríac.